# Richard Ansdell

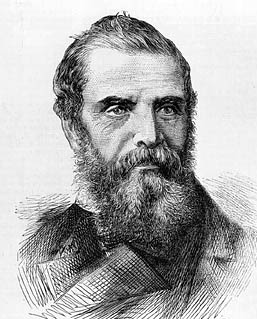
Porträt Richard Ansdells

Richard Ansdell RA (* 11. Mai 1815 in Liverpool; † 19. April 1885 in Farnborough, Hampshire) war ein englischer Maler, der sich auf Tiermotive spezialisiert hat.

## Leben
Ansdell war Mitglied in der Liverpool Academy, wo er auch Vorsitzender in den Jahren 1837 bis 1852 war. Am 30. Juni 1870 wurde er als Mitglied in die Royal Academy of Arts gewählt. Er stellte dort, zwischen 1840 und 1885, 149 Gemälde zur Schau.
Richard Ansdel widmete sich erst mit 21 Jahren der Malerei. Nachdem er mit einigen Genrebildern begonnen hatte, malte er 1842 den Tod Sir W. Lambtons bei Marston-Moor, der großen Beifall fand, und 1844 die von der Jagd zurückkehrende Königin Maria von Schottland.
Bekannter als durch diese Bilder wurde er durch seine zahlreichen Tierstücke, die er in der Weise Sir Edwin Landseers, aber mit weniger Geist und Ausdruck malt. Dahin gehören: der Tod (1843), der Kampf (1848), die Rache des Schafhirten und die Fuchsjagd im Norden (1855), der Viehmarkt in den Hochlanden (1874), der Wolftöter und einige Schafbilder.
Als er 1856 und 1857 Spanien bereist hatte, schilderte er auch das dortige Volks- und Tierleben auf sehr interessante Weise und errang mit seinen Bildern (z. B. der Wasserträger, Trinkende Maultiere, Übergang über eine Furt in Sevilla) mehrere Preise. Seine Charakteristik der Tiere ist oft sehr treffend, sein Kolorit stets glänzend.

## Galerie

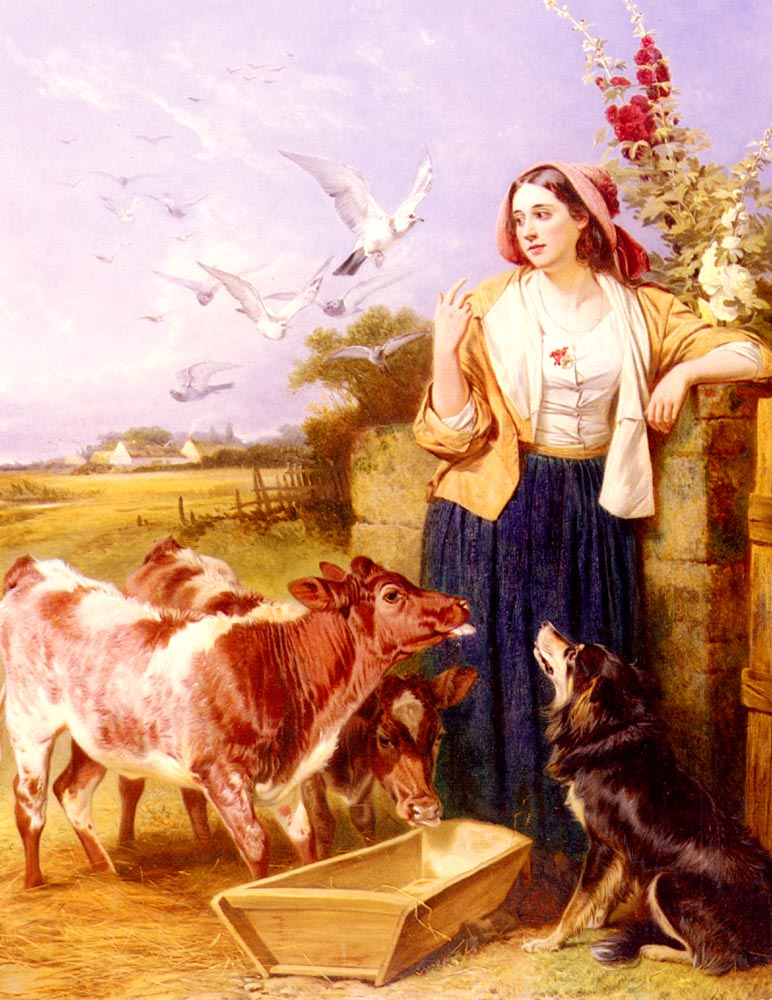
Good Friends
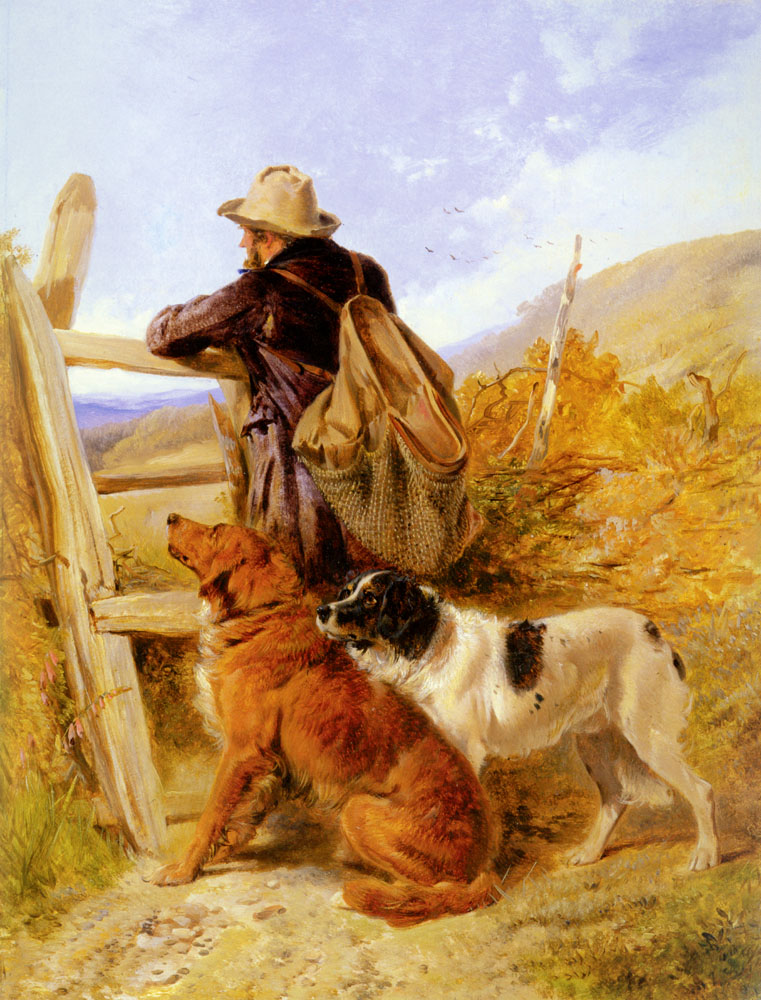
The Gamekeeper
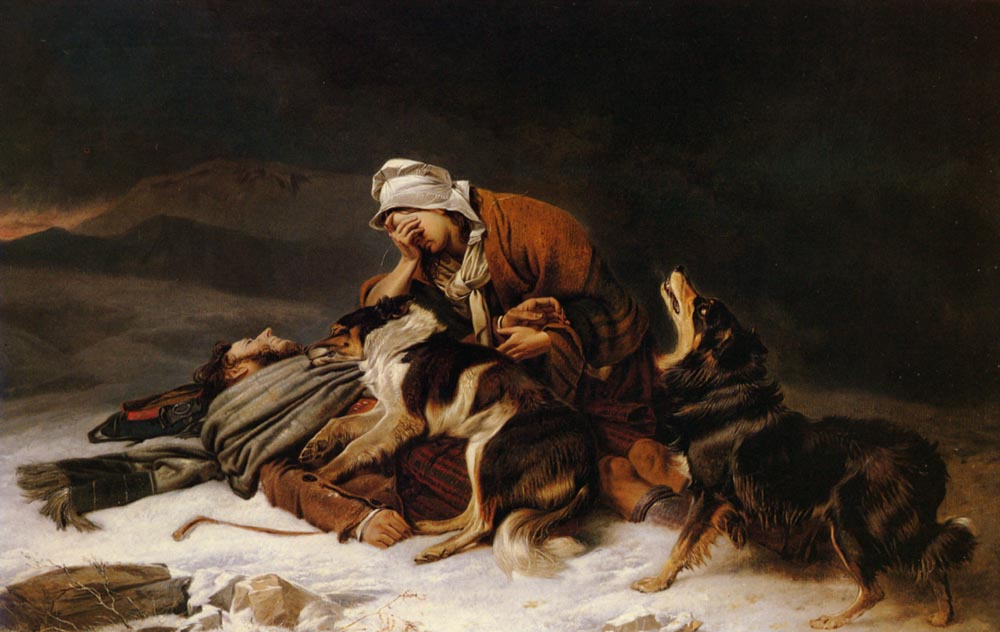
Der Sturm
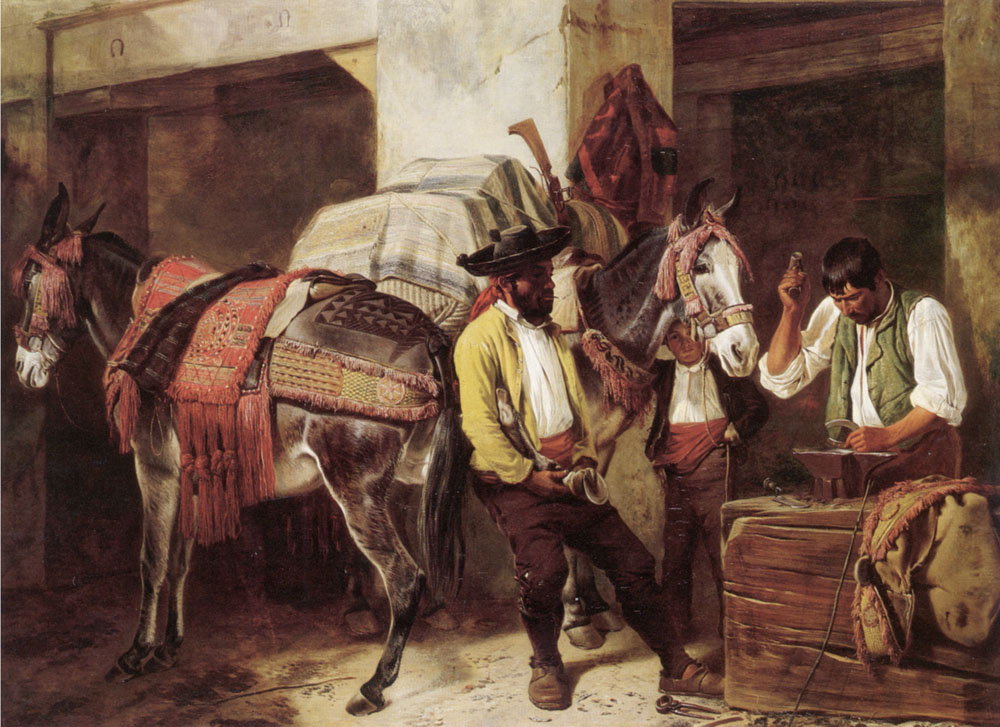
Der Schwarzschmied
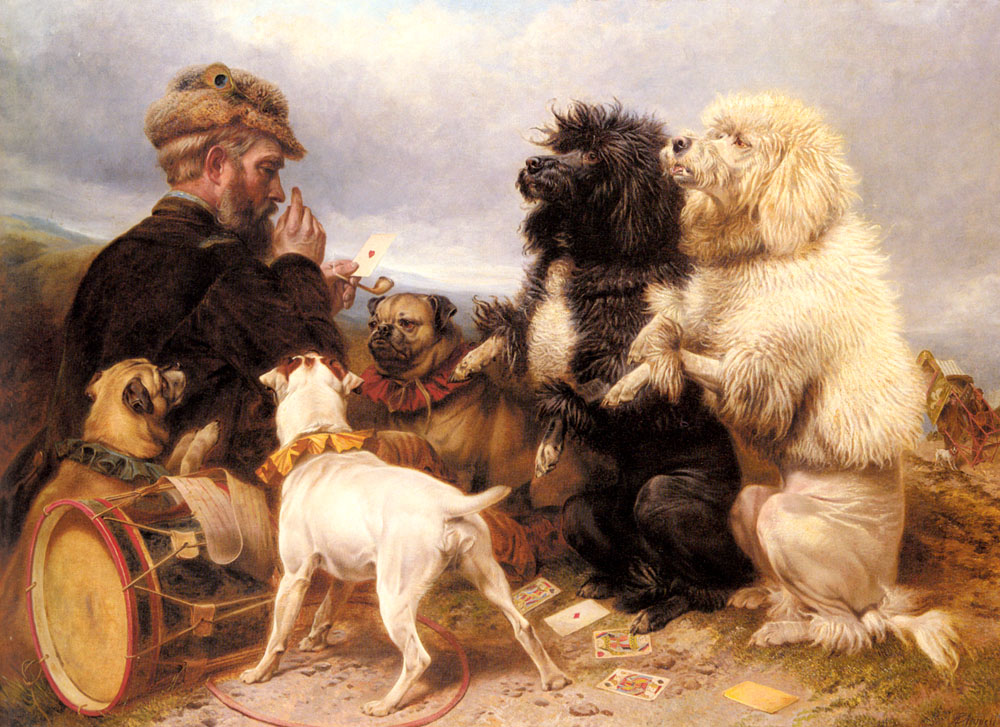
Die Hunde
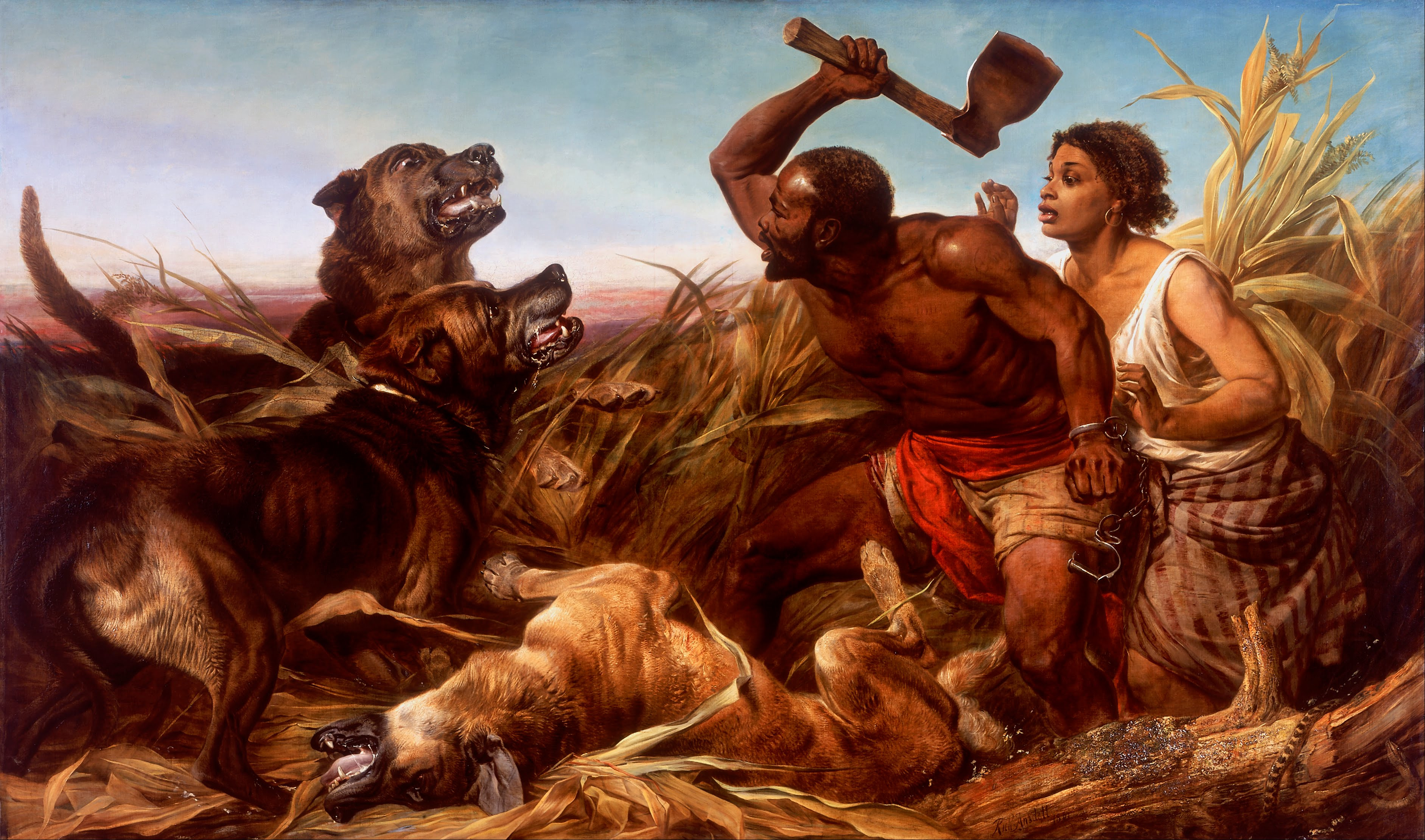
The Hunted Slaves